# Президентские выборы во Франции

## История

### Вторая республика (1848—1851)
Первые президентские выборы во Франции прошли в 1848 году; на них президент избирался всеобщим голосованием. По итогам выборов президентом стал Луи-Наполеон Бонапарт; в 1851 году он совершил государственный переворот, вскоре после которого был провозглашён императором.

### Третья республика (1870—1940)
В 1871 году, после падения империи, Национальное собрание избрало временным президентом Адольфа Тьера. Его срок должен был составлять три года, однако уже в 1873 году он подал в отставку. На новых выборах новым временным президентом был избран Патрис де Мак-Магон; его статус был подтверждён  принятием Конституционных законов 1875 года. Этими же законами было установлено, что президент избирается Национальным собранием сроком на 7 лет и имеет право переизбрания. Однако на протяжении истории Третьей республики президенты достаточно часто уходили в отставку до завершения срока полномочий, и выборы приходилось проводить досрочно. Лишь два президента Третьей республики были переизбраны — Жюль Греви и Альбер Лебрен; оба не сумели завершить второй срок своих полномочий.
В 1940 году, после поражения в войне с Германией и в условиях немецкой оккупации части страны, Национальное собрание упразднило Третью республику и передало власть маршалу Филиппу Петену, ставшему главой Французского государства.

### Четвёртая республика (1946—1958)
В 1944 году, после освобождения Франции, власть перешла к Временному правительству, которое разработало новую конституцию. Согласно последней, выборы президента проводились в соответствии с процедурой, аналогичной действовавшей в Третьей республике — то есть президент избирался Национальным собранием на 7 лет и имел право на переизбрание. Президентские выборы по этой конституции прошли дважды — в 1947 и в 1953 годах.

### Пятая республика (1958—)
В 1958 году была принята ныне действующая конституция Франции, установившая режим Пятой республики. Согласно первоначальной редакции конституции, президент избирался на 7 лет коллегией выборщиков, включавшей членов французского парламента, членов Генеральных советов, членов заморских собраний, мэров и членов городских советов. По данной процедуре прошли президентские выборы 1958 года, победу на которых одержал Шарль де Голль. Начиная с выборов 1965 года президент избирается всеобщим голосованием.
С 2002 года президент Франции избирается сроком на 5 лет.

## Текущий порядок выборов президента Франции
По состоянию на 2017 год, в соответствии со статьёй 7 французской конституции, президент Франции избирается на пятилетний срок, выборы проходят в два тура: если ни один из кандидатов не набирает в первом туре абсолютного большинства (включая пустые и недействительные бюллетени), то между двумя кандидатами, набравшими наибольшее число голосов, через две недели проводится второй тур. С 1965 года, когда была впервые применена нынешняя (прямая) система голосования, каждый раз требовался второй тур.
Первый тур последних президентских выборов состоялся 10 апреля 2022 года. Ни один кандидат не набрал абсолютного большинства, поэтому второй тур был назначен на 24 апреля. В него вышли два кандидата, набравшие наибольшее количество голосов: действующий президент Эмманюэль Макрон (9 783 058 голосов, то есть 20,07 %  от списочного состава избирателей и 27,85 % от принявших участие в голосовании) и Марин Ле Пен от оппозиционной правой партии Национальное объединение (8 133 828 голосов, 16,69 % и 23,15 % соответственно). Во втором туре действующий президент Эмманюэль Макрон набрал 18 779 641 голос (38,52 % от списочного состава избирателей и 58,54 % от принявших участие в голосовании), а Марин Ле Пен — 13 297 760 голосов, 27,28 % и 41,46 % соответственно. По итогам выборов Эмманюэль Макрон стал президентом на следующий 5-летний срок.